# Менандр I
Мена́ндр I (греч. Μένανδρος), также известен как Милинда, — индо-греческий царь с 165 до 130 года до н. э.

## Биография
Его происхождение достоверно неизвестно. Возможно, был полководцем Деметрия или его наместником. Но нельзя исключить и возможность царского происхождения. Тарн предположил, что жена Менандра Агафоклея, правившая после смерти мужа в качестве регента при малолетнем Стратоне, была дочерью Деметрия.
Согласно индийским источникам Менандр родился в Александрии. Однако какой именно город имеется в виду остается только догадываться, хотя в историографии (например, по мнению Бопераччи) принято считать, что это была Александрия Кавказская.
Менандр предпринимал завоевательные походы в долину Ганга. Информация Страбона о походах царя вглубь индийских земель подтверждается и индийской традицией — текст «Юга-пурана». Причины конфликта с индийскими царями из династии Шунга неизвестны. Судя по сообщениям поход Менандра был масштабным. Он занял несколько индийских городов, после чего подошел к столице — Паталипутре. Точно сказать о результатах этой войны невозможно. «Юга-пурана» повествует о сражении, в котором использовались изготовленные из дерева (осадные?) машины. Менандру пришлось повернуть обратно после получения известий о вторжении Евкратида в его владения. Вероятно, на берегу реки Синдху конница Менандра потерпела поражение в бою с войском Васумитры. Подобная неудача должна была серьёзно ослабить боеспособность индо-греческой армии накануне ее столкновения с войсками Евкратида.
Столицу своего царства Менандр перенес из Александрии в Сагалу, названную греками Евтидемией. В индийских источниках он представлен как неприступная крепость, многонаселенный город с высокоразвитой культурой. Тем не менее после смерти Евкратида Менандр отвоевал у его преемников захваченную территорию и вместе со своим двором возвратился в прежнюю столицу. Власть царя распространялась на Арахозию, Гедросию, Гандхару.
Менандр управлял своим царством посредством «ионаков» — олигархии греко-македонского и балканского происхождения. Опорой его армии были боевые слоны, фаланга, боевые колесницы, гетайры, а также метательные машины.
В буддийской традиции сохранился трактат буддизма «Вопросы Милинды», повествующий о беседе Менандра (Милинды) с буддийским монахом Нагасеной, потрясшим царя нестандартностью и глубиной мышления. До этого Менандр долгое время искал подходящего собеседника, однако каждый из тех, кто желал вступить в диалог, не казался царю равным с точки зрения философского уровня. По ходу беседы Менандр задает монаху множество разнообразных вопросов. Нагасена же, проявляя крайнюю степень мудрости, отвечает на каверзные вопросы. Текст трактата сохранился в двух вариантах: паллийском (пространном) и китайском (кратком). Создание основного текста «Вопросов Милинды» относится к 100 г . до н. э.
Из текста трактата видно в высшей степени благосклонное отношение царя к буддизму, хотя формально источник так и не конкретизирует, являлся ли Менандр буддистом. Иконография монет Менандра скорее греко-македонская, нежели буддистская. Тем не менее, внимание привлекает одна монетная серия, выполненная по индийским канонам — на их лицевой стороне помещено колесо дхармы на восьми спицах — символ буддистского учения о пути просветления.
После смерти государство Менандра распалось и было поглощено саками, однако сам он, по свидетельству Плутарха, был признан архатом и прах его почитался как реликвия в 7 городах.